# Ethnographia
Az Ethnographia a Magyar Néprajzi Társaság folyóirata (ISSN 0200-0237). Székhely: Budapest. Első évfolyama 1890-ben jelent meg, előtte néprajzi tanulmányok a Budapesti Szemlében jelentek meg. 2007-ben 118. évfolyamába lépett.
Jeles szerkesztői: Réthy László, Herrmann Antal, Katona Lajos, Balassa Iván, Ortutay Gyula, K. Kovács László.
1900-tól 1916-ig melléklete is megjelent A Magyar Nemzeti Múzeum Néprajzi Osztályának értesítője címmel, ez 1935-ben lett önálló évkönyv.

## Jeles munkatársai
- Balázs Márton
- Bán Aladár
- Domokos Sámuel